# Comme il vous plaira
Pour les articles homonymes, voir As You Like It et Comme il vous plaira (homonymie).
Comme il vous plaira (As You Like It) est une comédie de William Shakespeare écrite en 1599, initialement publiée dans le Premier Folio, en 1623. Les circonstances de la première représentation sont incertaines, l'une des possibilités envisagées serait à Wilton House, en 1603. La pièce est notamment connue pour le monologue de Jacques, commençant par All the world's a stage.

## Présentation
L'héroïne Rosalinde se réfugie dans la forêt des Ardennes, accompagnée de sa cousine Célia, fuyant la cour de son oncle, dans la quête de trouver la sécurité et, éventuellement, l'amour. Elles sont amenées à rencontrer différents personnages, notamment Jacques, voyageur mélancolique présent dans plusieurs pièces de Shakespeare, et dont le discours All the world's a stage est très connu.

## Réception de la pièce
La réception critique de la pièce est diverse : certains critiques trouvent que cette pièce est mineure en comparaison d'autres œuvres de Shakespeare, mais d'autres lui portent une grande estime. Elle est l'une des pièces favorites du public et est souvent adaptée à la radio, au cinéma et en comédie musicale. Des actrices célèbres ont interprété le rôle de Rosalinde, sur scène et à l'écran, notamment Vanessa Redgrave, Juliet Stevenson, Rebecca Hall, Helen Mirren, et Patti LuPone, tandis qu'Alan Rickman, Stephen Spinella, Kevin Kline et Stephen Dillane tenaient le rôle de Jacques.

## Personnages
- Les hommes
  - Le vieux duc, proscrit ;

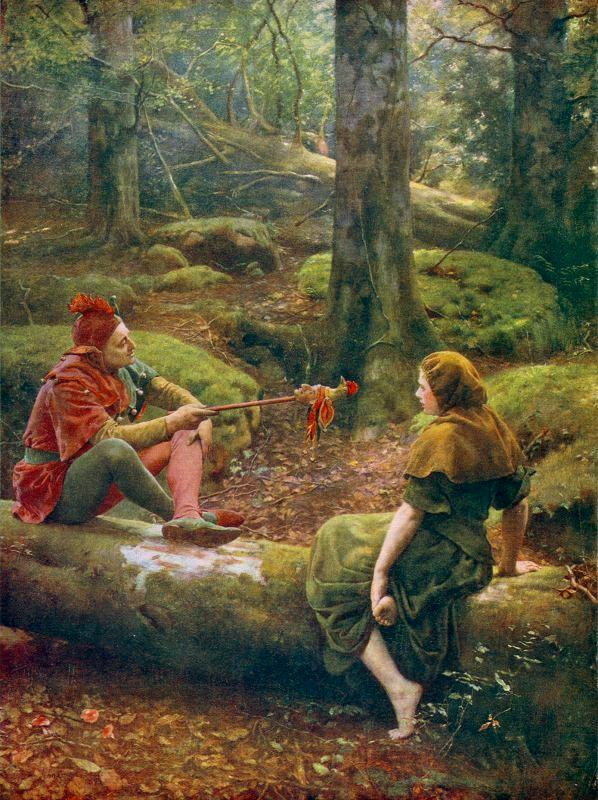
par John Collier, 1892 : Audrey et Touchstone dans la forêt des Ardennes.

  - Frédéric, duc usurpateur, frère cadet du précédent ;
  - Jacques et Amiens, seigneurs ayant suivi le vieux duc banni dans la forêt ;
  - Charles, lutteur ;
  - Olivier, Jacques et Orlando, fils de Roland des Bois ;
  - Pierre de Touche, bouffon ;
  - Adam et Denis, serviteurs d'Olivier ;
  - Sire Olivier Gache-Texte, vicaire ;
  - Corin et Silvius, bergers ;
  - William, paysan épris d'Audrey.

- Les femmes
  - Rosalinde, fille du vieux duc ;
  - Célia, fille du duc Frédéric et cousine de Rosalinde ;
  - Phébé, bergère ;
  - Audrey, paysanne ;
  - L'hymen.

- Autres
  - Des seigneurs, des pages, des veneurs et des serviteurs.

## Argument

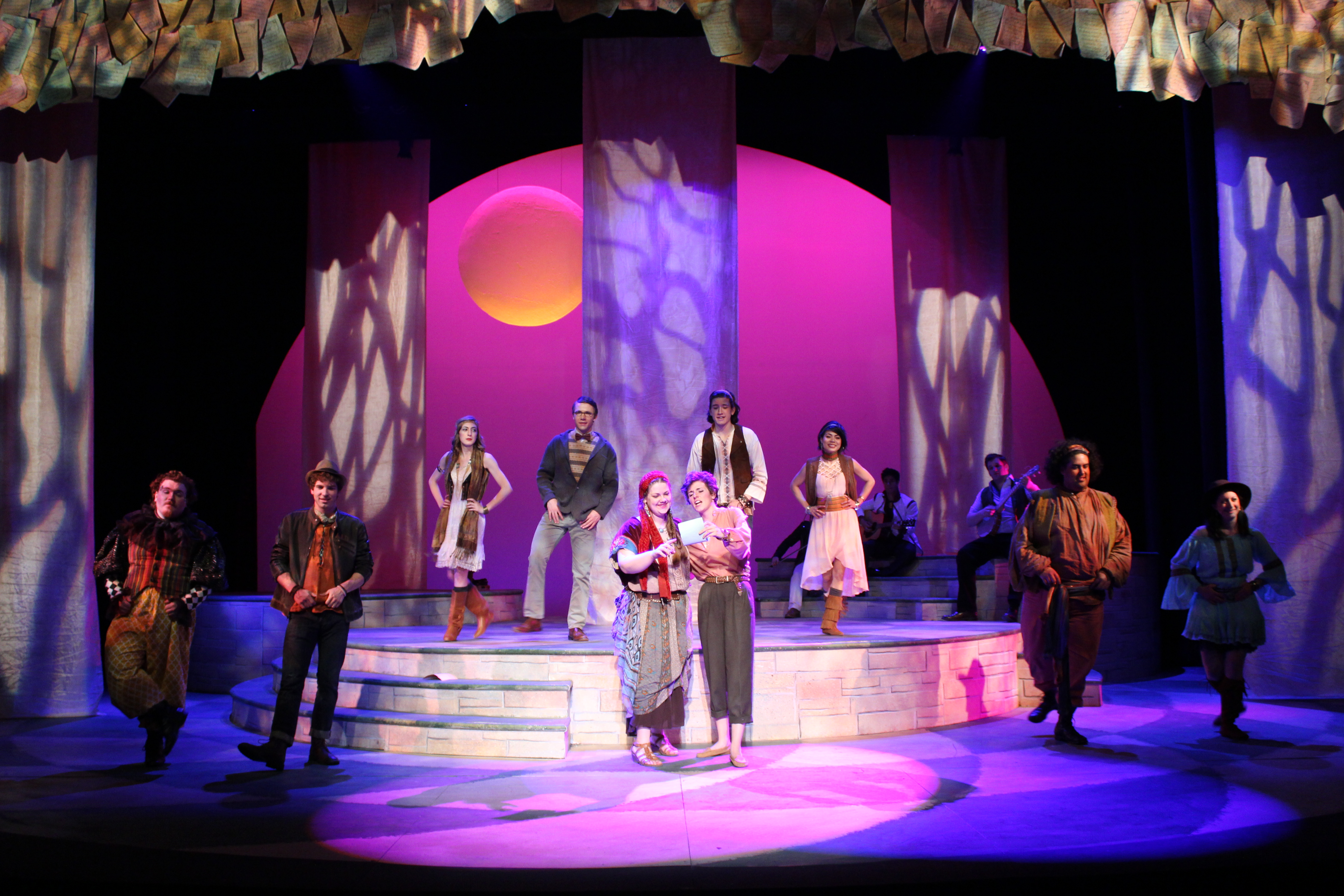
"Comme il vous plaira", par l'Université de l'Arkansas).

La pièce commence dans un duché en France, mais la plus grande partie de l'action se déroule dans un lieu appelé la Forêt d'Arden, qui pourrait correspondre aux Ardennes, mais dont le nom rappelle Arden, contrée autrefois boisée du Warwickshire, près de Stratford, ville de naissance de Shakespeare.
Frédéric a usurpé le duché et exilé son frère aîné, le duc en titre. Rosalinde, la fille du duc, a été autorisée à rester à la cour parce qu'elle est la plus proche amie et cousine de la fille de Frédéric, Célia.
Orlando, un jeune gentilhomme du royaume qui a eu le coup de foudre pour Rosalinde, est forcé de fuir de son domicile après avoir été persécuté par son frère aîné, Oliver. Frédéric se met en colère et bannit Rosalinde de la cour. Célia et Rosalinde décident de fuir ensemble accompagnées par le bouffon Touchstone, avec Rosalinde déguisée en jeune homme sous le nom de Ganymède (dans la mythologie, le page de Jupiter), et Célia déguisée en pauvre dame sous le nom d'Aliena (en latin : « étrangère »).
Les deux cousines arrivent dans la forêt d'Arden où le duc vit en exil avec quelques partisans tels que Jacques le mélancolique, mais Ganymède et Aliena ne les rencontrent pas immédiatement. Elles croisent d’abord la route de Corin, un berger, qui leur propose d'acheter la cabane de son maître absent.
Pendant ce temps, Orlando et son serviteur Adam (un rôle qui fut peut-être joué par Shakespeare lui-même, bien que cette histoire passe pour apocryphe) retrouvent le duc et ses hommes et s’installent avec eux. Orlando se met à graver des poèmes d'amour simplistes sur les arbres à l’intention de Rosalinde. Cette dernière, qui est tombée amoureuse d’Orlando, le rencontre sous l’apparence de Ganymède et feint de vouloir le détourner de cet amour. Elle lui promet (alors qu'elle porte toujours le costume masculin sous lequel elle cache sa véritable identité) qu'elle l'aidera à guérir de son amour pour Rosalinde mais que pour ce faire, il devra venir lui faire la cour tous les jours et l'appeler Rosalinde. Orlando accepte. Elle joue alors un double jeu : pour éprouver l'amour de son soupirant, elle joue le rôle d'une jeune femme capricieuse et moqueuse. 
La bergère Phébé, dont Silvius est amoureux, s'éprend alors de Ganymède (qui est en fait, Rosalinde), bien que « Ganymède » montre sans cesse qu’« il » n'est pas intéressé par Phébé. Touchstone, quant à lui, tombe amoureux de la bergère Audrey  et tente de la séduire mais se voit obligé de lui promettre le mariage pour pouvoir continuer son idylle. William, un autre berger, est furieux car il prétend épouser Audrey.
Enfin, Silvius, Phébé, Ganymède et Orlando sont réunis dans une dispute où chacun tente de savoir qui vivra en couple avec qui. Ganymède affirme qu'il va résoudre le problème si Orlando promet d’épouser Rosalinde et si Phébé, dans l’éventualité où elle ne pourrait pas épouser Ganymède, promet d’épouser Silvius.
Orlando rencontre Oliver dans la forêt et le sauve d'une lionne. Ce dernier se repent alors d’avoir maltraité Orlando. Oliver rencontre Aliena (la fausse identité de Célia) et tombe amoureux d’elle. Orlando et Rosalinde, Oliver et Célia, Silvius et Phébé, et Touchstone et Audrey se marient tous dans la scène finale. Ils découvrent alors que Frédéric s'est repenti de ses fautes et a décidé de rétablir son frère en tant que duc légitime et d'adopter une vie religieuse. Jacques, toujours mélancolique, décline son invitation à revenir à la cour, préférant rester dans la forêt et adopter une vie religieuse. 
Dans l'épilogue, Rosalinde invite les hommes et les femmes du public à défendre la pièce qui vient de se jouer.

## Extraits
« Le monde entier est un théâtre, et tout le monde, hommes et femmes y sont acteurs »

On retrouve cette citation sur le frontispice du théâtre du Globe, à Londres

## Sources

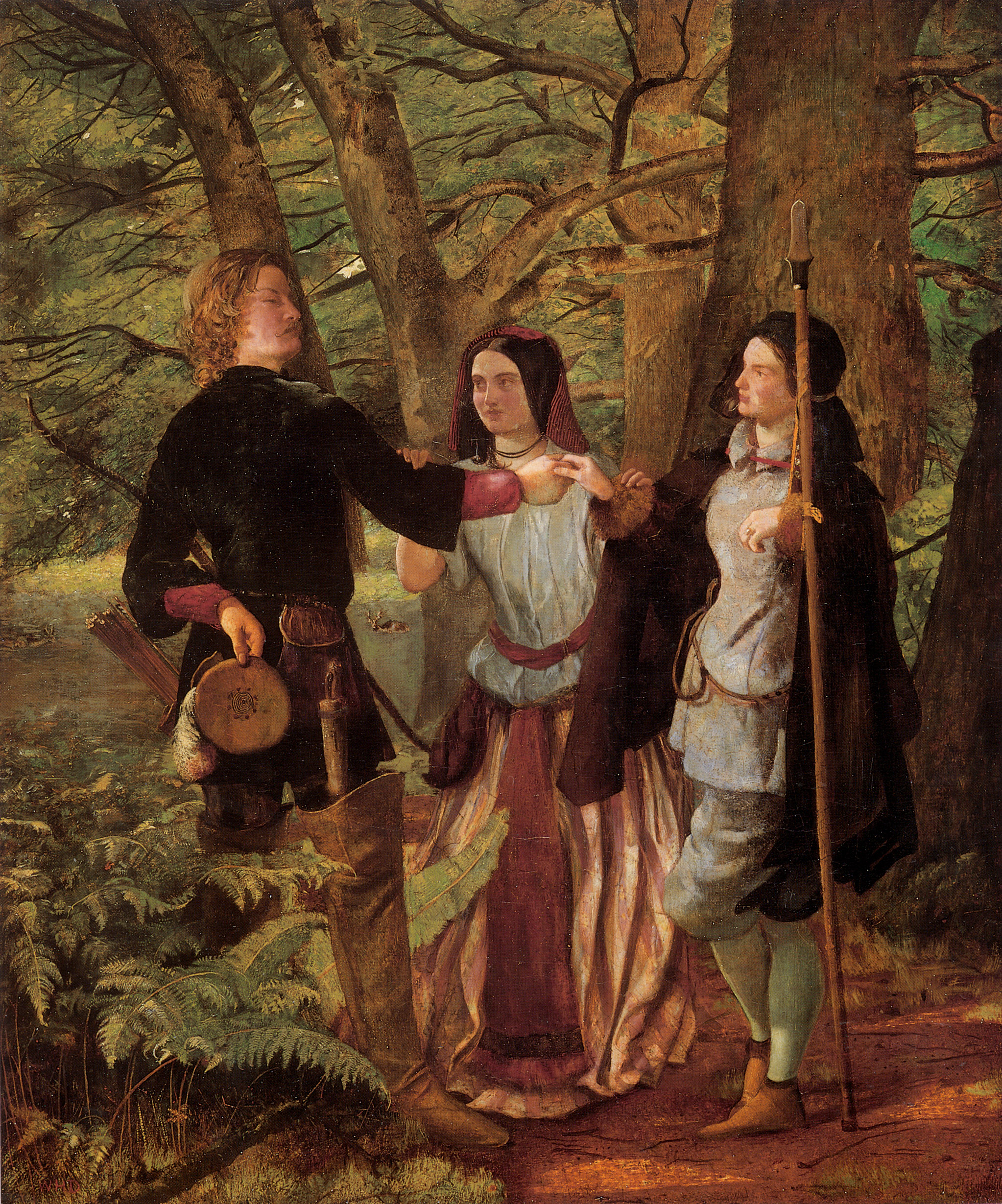
Scène de la pièce par le peintre anglais Walter Deverell.

Le dramaturge s'inspire du roman en prose de Thomas Lodge Rosalynde, Euphues Golden Legacie et, sans doute, du Conte de Gamelyn (tiré du récit de Geoffrey Chaucer, peut-être apocryphe), dont Lodge s'est lui-même inspiré.

## La forêt d'Ardenne
La forêt est un décor familier dans l’œuvre de Shakespeare : les bois d'Athènes dans Le songe d'une nuit d'été, le bois de Birnam dans Macbeth ou celui de Windsor dans Les Joyeuses Commères de Windsor. La Forest of Arden, lieu quelque peu fabuleux où l'on rencontre une fille travestie en garçon, un fou plein de sagesse et même une lionne, s'inspire de la forêt d'Ardenne, lieu du récit original de Lodge, et de la forêt de Sherwood où, dans le folklore anglais, Robin des Bois rassemble une joyeuse bande de hors-la-loi. Mais il existe aussi en Angleterre une réelle Forest of Arden qui s'étendait autrefois de Stratford-upon-Avon dans le Warwickshire, ville natale de Shakespeare, jusqu'à Tamworth dans le Staffordshire. Le suffixe anglo-saxon ley (clairière) marque plusieurs noms de villages autour de l'ancienne forêt. Encore presque intacte à l'époque de Shakespeare, elle a été fortement entamée par la croissance des agglomérations de Birmingham et Coventry. La famille du poète, aussi bien du côté de son père que de sa femme Mary Arden, est enracinée depuis plusieurs siècles dans cette région. Le Warwickshire, après la réforme anglicane, demeure un îlot de résistance du catholicisme en Angleterre.

## Adaptations
Cinéma
- 1908 : As You Like It réalisé par Kenean Buel
- 1912 : As You Like It (en) réalisé par James Stuart Blackton, Charles Kent et James Young
- 1915 : Love in a Wood réalisé par Maurice Elvey
- 1936 : Comme il vous plaira réalisé par Paul Czinner, avec Laurence Olivier
- 1992 : As You Like It réalisé par Christine Edzard
- 2006 : Comme il vous plaira réalisé par Kenneth Branagh, avec Kevin Kline

Télévision
- 1963 : As You Like It réalisé par Michael Elliott, avec Vanessa Redgrave
- 1972 : Comme il vous plaira réalisé par Agnès Delarive avec Jean-Pierre Aumont, Paul Barge, Maureen Kerwin et Jean Parédès[3]
- 1978 : As You Like It réalisé par Basil Coleman, avec Helen Mirren

## Dans la culture populaire
La Forêt d'Arden est un lieu dans lequel prend place une partie de l'action, dans le premier tiers du roman de fantasy Les Neuf Princes d'Ambre de l'auteur américain Roger Zelazny. Elle est située dans une « ombre » proche de la terre d'Ambre.